# Kjell Koserius
Kjell Bertil Ingvar Koserius, född 26 oktober 1943 i Kinna församling i Älvsborgs län, död 4 december 2002 i Enköpings-Näs församling i Uppsala län, var en svensk officer i flygvapnet.

## Biografi
Koserius avlade officersexamen vid Krigsflygskolan 1962 och utnämndes samma år till fänrik samt befordrades till löjtnant 1964. Han gick Högre kursen vid Militärhögskolan åren 1981–1983, befordrades till major 1983 och tjänstgjorde åren 1983–1985 vid Försvarsstaben och Flygstaben. Han var chef för Sektion 1 vid Upplands flygflottilj åren 1986–1988, befordrades till överstelöjtnant 1987 och tjänstgjorde vid Flygstaben åren 1988–1992. Han befordrades till överste 1991 och till överste av första graden 1992, tjänstgjorde vid staben i Mellersta militärområdet åren 1993–1995 och var åren 1995–1996 chef för Mellersta flygkommandot.
År 1997 befordrades han till generalmajor och var åren 1997–2000 stabschef i Mellersta militärområdet, varpå han åren 2000–2001 var chef för nybildade Mellersta militärdistriktet (tillika överkommendant i Stockholm). Åren 2001–2002 tjänstgjorde Koserius som chef för den svenska kontingenten vid Neutrala nationernas övervakningskommission (NNSC). Efter att han återvänt hem 2002 befordrades han med Överbefälhavarens medalj för internationella insatser.